# Rajd Tatr 1984
Rajd Tatr 1984 (16. Int. Rallye Tatry 1984) – 16. edycja rajdu samochodowego Rajd Tatr rozgrywanego w Czechosłowacji. Rozgrywany był od 14 do 15 września 1984 roku. Rajd był siódma rundą Rajdowego Pucharu Pokoju i Przyjaźni w roku 1984.

## Klasyfikacja rajdu
| Miejsce                | Kierowca               | Pilot                  | Samochód                     | Czas                   | Strata                 |                        |
| Klasyfikacja generalna | Klasyfikacja generalna | Klasyfikacja generalna | Klasyfikacja generalna       | Klasyfikacja generalna | Klasyfikacja generalna | Klasyfikacja generalna |
| ---------------------- | ---------------------- | ---------------------- | ---------------------------- | ---------------------- | ---------------------- | ---------------------- |
| 1.                     | Harry Joki             | Lars Rönnlöv           | Toyota Celica 2000 GT (RA45) | 2:46:04                | -                      |                        |
| 2.                     | Marian Bublewicz       | Ryszard Żyszkowski     | FSO Polonez 2000             | 2:47:05                | +1:01                  |                        |
| 3.                     | Eugenijus Tumalevičius | Pranas Videika         | Lada VAZ 2105 VFTS           | 2:53:05                | +7:01                  |                        |
| 4.                     | Ralf Richter           | Burkhard Wendel        | Opel Ascona 400              | 2:54:07                | +8:03                  |                        |
| 5.                     | Valeri Velikov         | Zlatan Iliev           | Lada VAZ 2105 VFTS           | 2:54:40                | +8:36                  |                        |
| 6.                     | Pavel Valoušek sen.    | Karel Jirátko          | Lada VAZ 2105 MTX            | 2:57:33                | +11:29                 |                        |
| 7.                     | Václav Blahna          | Pavel Schovánek        | Lada VAZ 2105 VFTS           | 2:58:04                | +12:00                 |                        |
| 8.                     | Slavcho Hristov        | Stoyan Radev           | Lada VAZ 2105 VFTS           | 2:58:27                | +12:23                 |                        |
| 9.                     | Hardi Mets             | Udo Mets               | Lada VAZ 2105 VFTS           | 2:59:09                | +13:05                 |                        |
| 10.                    | Andrzej Koper          | Krzysztof Gęborys      | Renault 5 Alpine             | 2:59:27                | +13:23                 |                        |
| Klasyfikacja RPPiP     |                        |                        |                              |                        |                        |                        |
| 1.                     | Marian Bublewicz       | Ryszard Żyszkowski     | FSO Polonez 2000             | 2:47:05                | 0,00                   |                        |
| 2.                     | Eugenijus Tumalevičius | Pranas Videika         | Lada VAZ 2105 VFTS           | 2:53:05                | +6:00                  |                        |
| 3.                     | Valeri Velikov         | Zlatan Iliev           | Lada VAZ 2105 VFTS           | 2:54:40                | +7:35                  |                        |
| 4.                     | Pavel Valoušek sen.    | Karel Jirátko          | Lada VAZ 2105 MTX            | 2:57:33                | +10:28                 |                        |
| 5.                     | Václav Blahna          | Pavel Schovánek        | Lada VAZ 2105 VFTS           | 2:58:04                | +10:59                 |                        |
| 6.                     | Slavcho Hristov        | Stoyan Radev           | Lada VAZ 2105 VFTS           | 2:58:27                | +11:22                 |                        |
| 7.                     | Hardi Mets             | Udo Mets               | Lada VAZ 2105 VFTS           | 2:59:09                | +12:04                 |                        |
| 8.                     | Andrzej Koper          | Krzysztof Gęborys      | Renault 5 Alpine             | 2:59:27                | +12:22                 |                        |